# Igor Koerasjov
Igor Valentinovitsj Koerasjov (Russisch: Игорь Валентинович Курашов) (Brjansk, 2 april 1972) is een gepensioneerde Russische basketbalspeler die speelde voor het nationale team van Rusland.

## Carrière
Koerasjov begon zijn carrière bij CSKA Moskou in 1992. Koerasjov werd met CSKA zes keer landskampioen van Rusland in 1993, 1994, 1995, 1996, 1997 en 1998. In 1998 stapte Koerasjov over naar SAV Vacallo Basket in Zwitserland. Na een jaar ging hij terug naar Rusland om te spelen voor Ural-Great Perm. Een jaar later vertrok hij naar Aliağa Petkim in Turkije. Na dit jaar had hij elk seizoen weer een andere club waaronder BC Keila, Near East Kaisariani BC, TTÜ KK, Arsenal Toela, SK Tallinn en Szolnoki Olaj. In 2006 stopte Koerasjov met basketballen.

## Erelijst
- Landskampioen Rusland: 6
  - Winnaar: 1993, 1994, 1995, 1996, 1997, 1998
  - Tweede: 2000
- Wereldkampioenschap:
  - Zilver: 1998
- Europees Kampioenschap:
  - Brons: 1997